# Prosopocoilus squamilateris lucidus
Prosopocoilus squamilateris lucidus es una subespecie de coleóptero de la familia Lucanidae.

## Distribución geográfica
Habita en Java (Indonesia).